# Vanilla ramosa
Vanilla ramosa är en orkidéart som beskrevs av Robert Allen Rolfe. Vanilla ramosa ingår i släktet Vanilla och familjen orkidéer. Inga underarter finns listade i Catalogue of Life.

## Bildgalleri

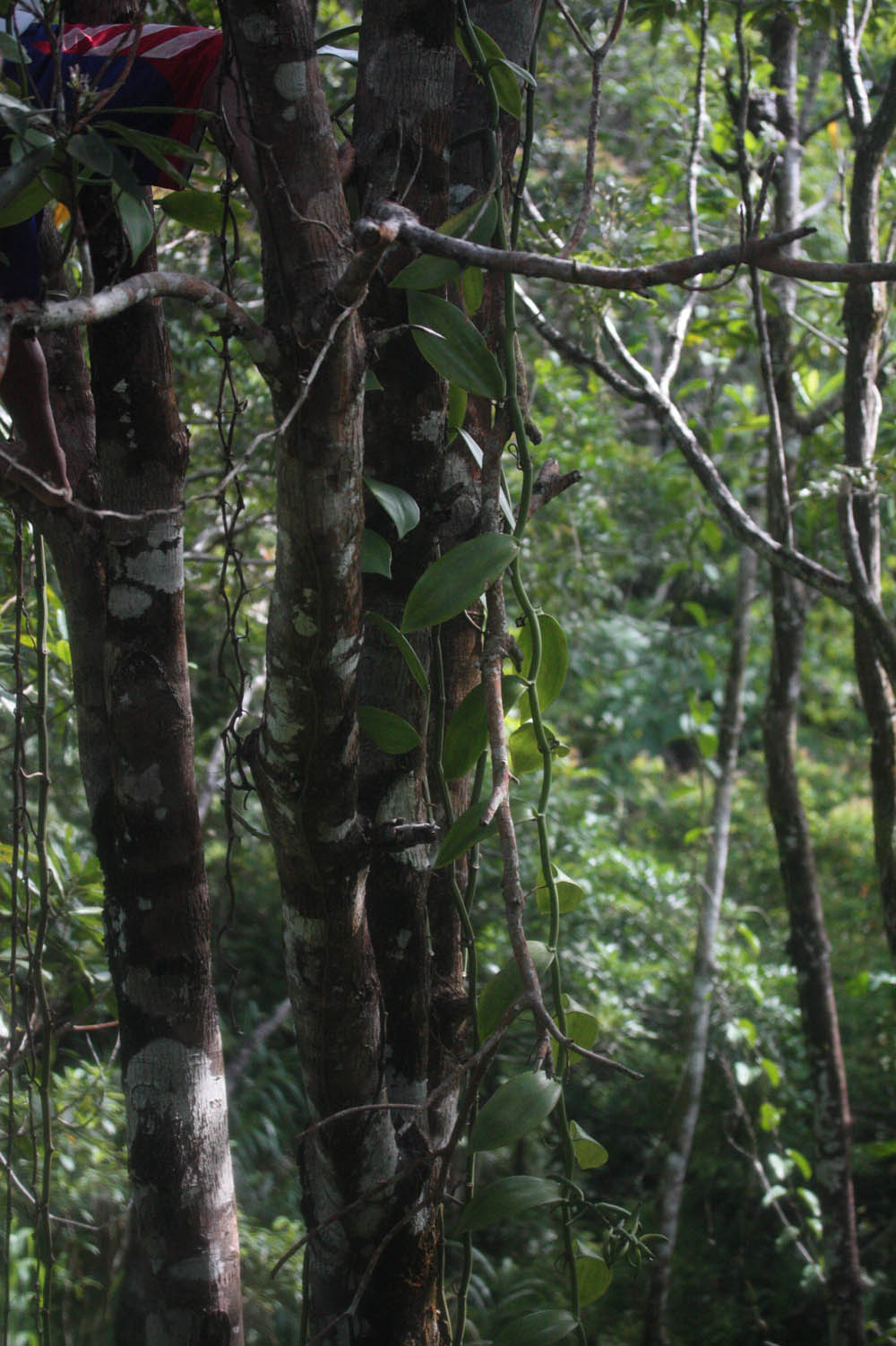
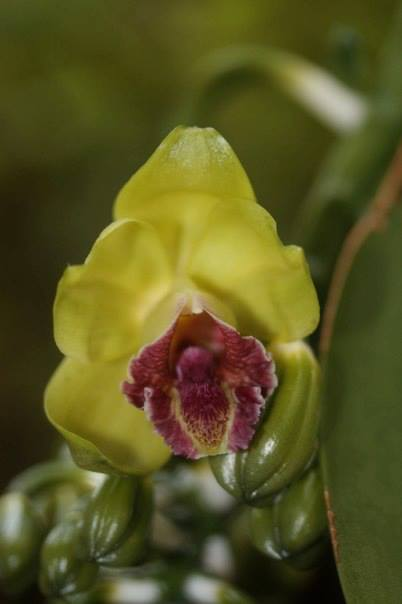